# Шах-Клорфайн, Шрия
Шрия Шах-Клорфайн (11 января 1979 — 19 мая 2012) — канадская альпинистка непальского происхождения, погибшая при спуске с вершины Эвереста в 2012 году.

## Ранняя жизнь
Шах-Клорфайн родилась в Катманду, Непал, по данным CityNews. В возрасте девяти лет Шах-Клорфайн совершила вертолетную экскурсию по Эвересту со своим отцом. Она училась в Университете Трибхувана в Катманду, Непал.
Она выросла в Мумбаи, Индия, откуда уехала работать казначеем на круизных лайнерах. Работая на круизном судне, она познакомилась со своим будущим мужем Брюсом Клорфайном, который был джазовым и эвент-пианистом. Они поженились и поселились в его родном городе Торонто, Канада, где она стала закупщиком модной одежды для сети женской одежды Fairweather. Они были вместе около десяти лет до её гибели на Эвересте.
Шах-Клорфайн также была предпринимательницей, основавшей "SOS Splash of Style Inc." Она также была кандидатом на всеобщих выборах в Онтарио в 2011 году от избирательного округа Миссиссога-Ист — Куксвилл.

## Опыт на Эвересте
Шах-Клорфайн заказала восхождение у Utmost Adventure Trekking, новой гид-компании. Стоимость восхождения, как сообщается, составляла от 36 000 до 40 000 долларов, что было ниже, чем у других гид-фирм. Общая стоимость с учетом авиабилетов и снаряжения составила около 100 000 долларов. Шах-Клорфайн собирала пожертвования через веб-сайт myeverestexpedition.com, на котором было размещено цифровое фото, где она якобы стоит на фоне Эвереста, а также организовала несколько фандрайзинговых мероприятий, которые принесли мало денег или оказались убыточными. В результате её экспедиция была профинансирована за счет второго залога на её дом.
Ни она, ни гид-фирма не имели значительного опыта в альпинизме. Руководитель гид-фирмы сказал, что просил её не пытаться штурмовать вершину в тот день и ранее предупреждал, что она альпинистка ниже среднего уровня. Однако другая гид-фирма заявила, что ей не предоставили достаточно кислорода в баллонах. Одной из проблем, отмеченных гид-фирмой и другими альпинистами в тот день, были долгие ожидания на горе, вызванные медленным прохождением через определенные узкие места на маршруте восхождения. Сезон 2012 года был отмечен как худший с 1996 года, с примерно 11 смертями за сезон.
В Гималайской базе данных записано, что она умерла 19 мая 2012 года на южном склоне Эвереста на высоте 8400 метров. В том сезоне было еще две смерти на северном склоне и семь на южном, причем четыре смерти произошли в тот же день, что и у Шах-Клорфайн. Говорят, что она умерла в 250 метрах от Лагеря IV (со стороны Непала). Ей было 33 года.
На следующий день после её смерти альпинистка Леанн Шаттлворт наткнулась на её тело. Шаттлворт и её отцу, с которым она совершала восхождение, пришлось обойти тело Шах-Клорфайн, так как она все еще была пристегнута к страховочной веревке. Её тело находилось на горе около десяти дней, прежде чем его спустили вниз. Тело было извлечено с высоты более 8000 метров, а затем снято с горы на вертолете. 8 июля 2012 года в церкви в Торонто, Канада, состоялась поминальная служба.

### Наследие
В документальном фильме 2012 года, Боб МакКаун отправляется в Непал и собирает воедино то, что произошло, включая видео последних часов Шах-Клорфайн на Эвересте.
Случай Шах-Клорфайн был отмечен как пример плюсов и минусов принятия рисков. Газета Vancouver Sun отметила, что опасные приключения могут принести достижения, но опасность также может привести к смерти. Канадский покоритель Эвереста отметил жестокие опасности альпинизма.
В другом анализе ставился под сомнение здравый смысл новичка, идущего с неопытной гид-фирмой, также отмечалось, что увеличилось число "туристов", пытающихся покорить такие горы, как Эверест, в поисках славы, несмотря на отсутствие у них способностей. "Туристы", которых профессиональные альпинисты в основном презирают, рассматриваются как создающие пробки на маршрутах и представляющие потенциальную опасность для себя и других, в то время как их самореклама также нарушает альпийские традиции.